# Borgofranco sul Po
Borgofranco sul Po ist eine Fraktion der norditalienischen Gemeinde (comune) Borgocarbonara mit zuletzt 761 Einwohnern (Stand: 30. September 2017) in der Provinz Mantua in der Lombardei. Die Ortschaft liegt etwa 34 Kilometer ostsüdöstlich von Mantua am Po und grenzt unmittelbar an die Provinz Rovigo (Venetien). 

## Geschichte
Zum 1. Januar 2019 wurde Borgofranco sul Po mit der Nachbarkommune Carbonara di Po zur heutigen Gemeinde Borgocarbonara vereinigt.